# Предтеченская, Юлия Николаевна
Юлия Николаевна Предтеченская, в первом браке — Блинова, во втором — Шемякина (1916, Петроград — 1999, Клаверк, США) — советская актриса, мать художника и скульптора Михаила Шемякина.
Дочь Николая Алексеевича Предтеченского, выпускника Морского инженерного училища императора Николая I в Кронштадте.
Окончила Ленинградский театральный институт. Актриса Ленинградского театра комедии имени Н. П. Акимова. Снималась в кино («Друзья», 1938) и других.
C 1933 по 1942 год — жена актёра Бориса Блинова. Во время Великой Отечественной войны была актрисой Театра на Таганке. С 1942 по 1960 год — жена М. П. Шемякина.
В 1945-1956 годах жила в Германии (ГДР), где служил её второй муж Михаил Петрович Шемякин. В 1956 году начала работу как актриса театра кукол в кукольном театре Евгения Деммени, затем жила в Риге.
В 1970-х эмигрировала к сыну во Францию. В Париже создала кукольный театр Matriochka de Paris/«Матрёшка де Пари». 
Умерла в 1999 году в США, в Клавераке, в имении своего сына.
Писала стихи и воспоминания.